# Svensk Estland
Svensk Estland kaldes oftest den nordvestligste af de tre besiddelser, som Sverige havde syd for den Finske Bugt under den svenske stormagtstid. Denne besiddelse omfattede landskaberne Harrien, Jerwen og Wierland, samt senere tillige Dagö (Hiiumaa). Den største by var Reval (Tallinn). Sverige mistede alle tre områder til Rusland ved freden i Nystad 1721.

## Estland under svensk styre
I 1520'erne vandt den lutherske reformation sit gennembrud i Estland, hovedsagelig gennem indsats fra Johan Lange, den første lutherske superintendent i Reval. Reformationen havde imidlertid undergravet Livlands gamle statsform: Den Tyske Orden kunne som en katolsk institution rimeligvis ike stå i spidsen for et protestantiskt land, den gamle livlandske konfederation forfaldt, og med udbruddet af den store russiske krig i 1558 viste det sig snart, at den ikke var i stand til at værne landets uafhængighed.
Allerede i 1558 søgte landemesteren Gotthard von Kettler hjælp hos Gustav Vasa, men hverken denne eller Erik 14. ville gå ind på hans overdrevne vilkår. Forhandlingerne med ham blev afbrudt, men Erik 14. lovede Reval på stadens anmodning beskyttelse på det vilkår, at staden gav sig under Sverige. Kettler havde i mellemtiden fået en aftale om hjælp fra Polen og forlagde en afdeling polske tropper til slottet i Reval, men 1561 kom Klas Kristersson Horn til Reval og tvang den polske hærafdeling til at kapitulere. Efter langvarige forhandlinger med Horn aflagde Revals borgerskab samt ridderskabet i Harrien, Wierland og Jerwen troskabsed til kongen af Sverige, mens denne den 2 og 8. august 1561 stadfæstede disses gamle privilegier, fri- og rettigheder således, som Estland havde fået dem af ordensmestrene.
Ved freden i Stettin 1570 beholdt Sverige Estland, mens Danmark fik Wiek og Ösel. I tidsrummet fra august 1570 til marts 1571 belejrede russerne og den med dem forbundne hertug Magnus af Danmark staden Reval, ganske vist uden fremgang, men først efter at Reval havde været igennem endnu en belejring med russerne og at Pontus De la Gardie i 1580'erne havde begyndt sine krigsbedrifter i Rusland, lykkedes det Sverige at ved fredsaftalen med Rusland ved Pliusa den 5. august 1583 befæste sit herredømme over Estland, der nu, efter hertug Magnus død, desuden forenedes med Wiek.
Grundlaget for Estlands forhold til Sverige forblev landets gamle privilegier, hvilke skridt for skridt blev bekræftede af de svenske konger, som over for landet trådte i ordensmestrenes sted. Land og stad bibeholdt et vidtgående selvstyre, hvis fornemmeste organ var ridderskabets landdage, Revals råd og de to åndelige konsistorier, et for landet, et for Reval.
Centralregeringens indflydelse gjorde sig dog på mange måder gældende: landets højeste styresmand blev kongens repræsentant, generalguvernøren over Estland. Under ham stod de af kongen udnævnte statholdere i de gamle ordens- og biskopsslotte, der sammen med dem tilhørende områder var blevet inddraget under kronen og på dennes regning forvaltedes af statholderne, som tillige førte ledelsen over slottenes mandskaber.

### Forsvar
Ved rigets forsvar deltog Estland alene ved adelens rostjeneste (Estländska adelsfanan), men på de faste pladser, især Reval, fandtes faste garnisoner af hvervede svenske tropper, til hvilkes underhold landet deltog, overkommandoen førtes af generalguvernøren.

### Retsvæsenet
Retsvæsenet forblev lokalt, men generalguvernøren blev ordførende i landets overdomstol (Oberlandgericht), og kongen udnævnte desuden justitieborgmesteren i Reval, hvilken var ordførende i stadens råd. Efter, at der i 1630 oprettedes en hovrätt i Dorpat i Svensk Livland, blev denne højeste domsinstans også for Estland.
Underdomstolene var fortsat Manngericht og Hakengericht på landet, rådhusretten i Reval og for slottene den såkaldte Burggericht i Reval; i alle sager, som på nogen måde vedrørte religionen, havde konsistorierne en omfattende jurisdiktion. Gentagne forsøg på at indføre den svenske landslov i landet, i det mindste som en subsidiær retskilde, strandede på befolkningens modvilje mod at lade sine privilegier påvirke, omend domstolenes mange former og især rivaliteten mellem de egentlige indenlandske domstole og den efter svensk ret dømmende og af kronen støttede Burggericht gav anledning til gentagne kompetenstvister og en vis retsusikkerhed.

### Jordreformer
Landet havde lidit forfærdeligt under den nordiske 25-årskrig, næsten to tredjedele var ødelagt og under hele den svenske tid lykkedes man ikke at fuldstændigt få udslettet sporene efter krigshærgningerne. Selv om de mange krige og adelens modstand gjorde vilkårene for den svenske regerings reformforsøg svære, lykkedes det trods modstanden at gennemføre visse reformer til gavn for de jævne indbyggere. Blandt andet ophævedes godsejernes domsret over de "frie" bønder bosatte inden for en godsejers område, og bøndernes arbejdsydelser og afgifter til godsejerne blev fastlagte ved såkaldte "Wackenbücher". Desuden fik bønderne ret til at klage over indtrængninger fra godsejerens side.
Karl 11.s forsøg på at også ophæve livegenskabet (hvilket han havde held med i Svensk Livland) strandede dog på massiv modstand fra adelens side, og denne forstærkedes ved bitterhed mod kongen som følge af hans såkaldte "reduktioner".

## Afslutningen af det svenske herredømme
I året 1700 begyndte Store nordiske krig, og 1710 kom Estland i russernes hænder. Adelens sympatier for det autokratiske Zar-Rrusland og Patkuls forræderi fremskyndede erobringen. Den 28. september samme år kapitulerede Reval, og det estiske ridderskab, idet Peter 1. stadfæstede Estlands gamle privilegier og tilbagegav til ejerne størstedelen af de ved reduktionen inddragne godser. Ved freden i Nystad 1721 blev Estland formelt afstået til Rusland.

## Guvernører og generalguvernører over hertugdømmet Estland

### Guvernører over hertugdømmet Estland 1561–1674
- 1561-1562 Lars Ivarsson Fleming
- 1562-1562 Henrik Klasson Horn
- 1562-1564 Svante Stensson Sture
- 1564-1565 Hermann Pedersson Fleming
- 1565-1568 Henrik Klasson Horn
- 1568-1570 Gabriel Kristiernsson Oxenstierna
- 1570-1572 Hans Björnsson till Lepas
- 1572-1574 Claes Åkesson Tott
- 1574-1575 Pontus de la Gardie
- 1576-1578 Karl Henriksson Horn
- 1578-1580 Göran Boije
- 1580-1581 Svante Eriksson Stålarm
- 1582-1583 Göran Boije
- 1583-1585 Pontus de la Gardie
- 1585-1588 Gustaf Gabrielsson Oxenstierna
- 1588-1588 Hans Wachtmeister
- 1588-1590 Gustaf Axelsson Banér
- 1590-1592 Erik Gabrielsson Oxenstierna
- 1592-1600 Göran Boije
- 1600-1601 Karl Henriksson Horn
- 1601-1602 Moritz Stensson Leijonhufvud
- 1603-1612 Anders Larsson till Botila
  - 1605-1605 Nils Turesson Bielke
  - 1605-1608 Axel Nilsson Ryning
- 1611-1617 Gabriel Bengtsson Oxenstierna
- 1617-1619 Anders Eriksson Hästehufvud
- 1619-1622 Jakob de la Gardie
- 1622-1626 Per Gustafsson Banér
- 1626-1628 Johan de la Gardie
- 1628-1642 Philip von Scheiding
- 1642-1646 Gustaf Gabrielsson Oxenstierna
- 1646-1653 Erik Axelsson Oxenstierna
- 1653-1653 Wilhelm Ulrich
- 1653-1655 Heinrich von Thurn-Valsassina
- 1655-1655 Wilhelm Ulrich
- 1655-1656 Bengt Skytte
- 1656-1656 Wilhelm Ulrich
- 1656-1674 Bengt Horn
- 1674-1674 Johan Christoph von Scheiding

### Generalguvernører over hertugdømmet Estland 1674–1710
- 1674-1681 Anders Torstenson
- 1681-1687 Robert Lichton
- 1687-1687 Nils Bielke
- 1687-1704 Axel Julius De la Gardie
- 1704-1706 Wolmar Anton von Schlippenbach
- 1706-1709 Nils Stromberg
- 1709-1710 Carl Gustaf Nieroth